# فيليب كليفورد
فيليب كليفورد (بالإنجليزية: Philip Clifford)‏ هو لاعب كرة القدم الغالية أيرلندي، ولد في 15 مارس 1979 في Bantry ‏ في جمهورية أيرلندا.